# Chinshakiangosaurus
Chinshakiangosaurus („ještěr z Čchin-ša-kchiang“) byl rod starobylého sauropodního dinosaura, žijícího v období spodní jury (před 201 až 174 miliony let) na území jižní Číny (provincie Jün-nan).

## Historie
Fosilie tohoto sauropoda byly objeveny roku 1970 v oblasti Jung-žen (Yongren) na území provincie Jün-nan. Holotyp nese označení IVPP V14474 a jedná se o neúplně zachovanou kostru, objevenou v sedimentech souvrství Feng-ťia-che (angl. Fengjiahe). Typový druh Chinshakiangosaurus chunghoensis byl formálně popsán roku 1992 čínským paleontologem Tung Č’-mingem. Tento taxon byl dlouho považován za pochybný a potenciálně neplatný, kompletní revize z roku 2007 jej nicméně označila za platný druh.

## Popis
Tento menší sauropod dosahoval dle odhadů délky kolem 9 metrů a hmotnosti přibližně dospělého nosorožce (zhruba 2 až 3 tuny).